# هيلين هومانز
هيلين هومانز (بالإنجليزية: Helen Homans)‏ كانت لاعبة كرة مضرب أمريكية. كما أنها إحدى بطلات الجراند سلام. فازت ببطولة أمريكا المفتوحة للتنس للفردي سنة 1906.

## النهائيات

### الفردي (الألقاب 1)
| الحصيلة | السنة | البطولة                     | المنافس          | النتيجة  |
| الفوز   | 1906  | بطولة أمريكا المفتوحة للتنس | مود بارجر والاتش | 6–4, 6–3 |